# Lumpemproletariado
O termo lumpemproletariado (do alemão Lumpenproletariat: 'escória do proletariado' ou 'escória social'; de Lumpen 'trapos, farrapos' + Proletariat 'proletariado'), lumpesinato, ou ainda subproletariado, designa, no vocabulário marxista, a população situada socialmente abaixo do proletariado, do ponto de vista das condições de vida e de trabalho, formada por frações miseráveis, não organizadas do proletariado, não apenas destituídas de recursos econômicos, mas também desprovidas de consciência política e de classe, sendo, portanto, suscetíveis de servir aos interesses da burguesia. Assim, segundo os teóricos da revolução, o lumpemproletariado seria pernicioso, já que seu cinismo, e sua absoluta ausência de valores, poderiam contaminar a consciência revolucionária do proletariado.
O termo, que pode ser traduzido, ao pé da letra, como "homem trapo", foi introduzido por Karl Marx e Friedrich Engels, em A Ideologia alemã (1845). O Lumpenproletariat seria constituído por quem nada contribuía para a produção, dedicados a atividades marginais, como prostitutas, ladrões, etc. 
Em O 18 Brumário de Luís Bonaparte, capítulo V, assim é descrito o lumpenproletariat: